# Rakiety śnieżne

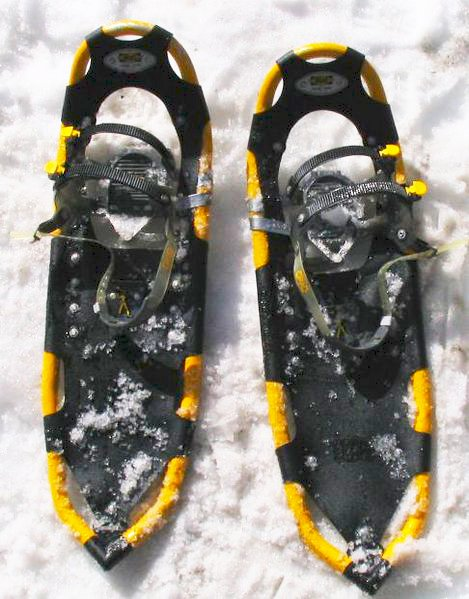
Para nowoczesnych rakiet śnieżnych

Rakiety śnieżne (tzw. karple) – przedmioty mocowane na obuwiu, przeznaczone do chodzenia po śniegu. Poprzez rozłożenie ciężaru ciała na większą powierzchnię zmniejszają naciski jednostkowe na śnieg, pozwalając poruszać się po jego powierzchni ze znacznie mniejszym zapadaniem się.
Tradycyjne rakiety śnieżne miały drewnianą ramę, na której była rozpięta skórzana "podeszwa". Niektóre współczesne rakiety śnieżne są podobne, jednak większość ma ramę z lekkiego metalu, a część jest zbudowana z pojedynczych kawałków tworzywa sztucznego.
Rakiety śnieżne mają zwykle przody wygięte do góry (podobnie do nart) dla większej manewrowości. Mają wiązania (zwykle w formie skórzanych lub materiałowych pasków) pozwalające przytwierdzić je do stóp. Rakiety dla obu nóg są identyczne, różnią się jedynie położeniem zapięć (dla wygody po lewej i prawej stronie).
Obecnie są używane głównie dla rekreacji, pozwalając na uprawianie różnych form trekkingu w zimowych warunkach, w przeszłości były koniecznym wyposażeniem m.in. dla traperów, a ogólnie ludzi, którzy musieli poruszać się w obszarach, na których występowały częste i obfite opady śniegu.
Lucien Delevaux opisał używanie karpli przez górali w Beskidzie Zachodnim w 1851 roku. 